# San Lorenzo (Venedig)

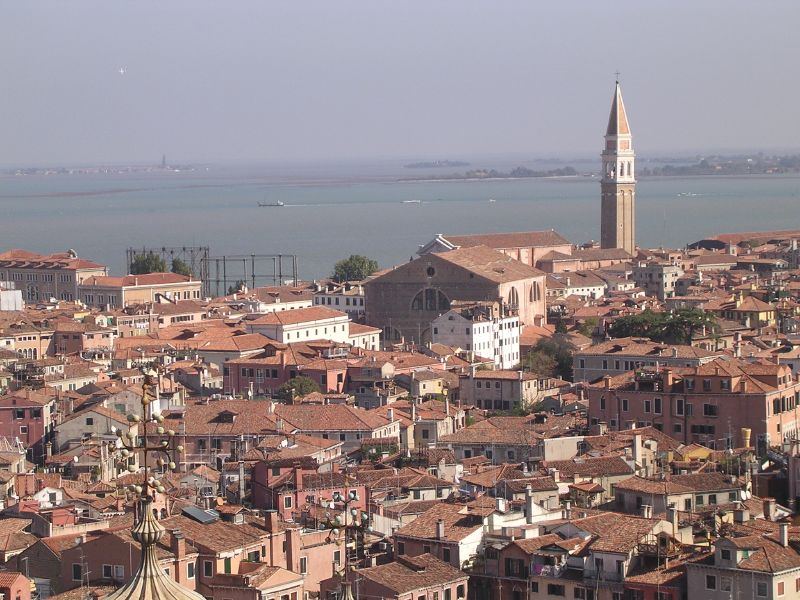
Blick über Castello auf die Kirche San Lorenzo

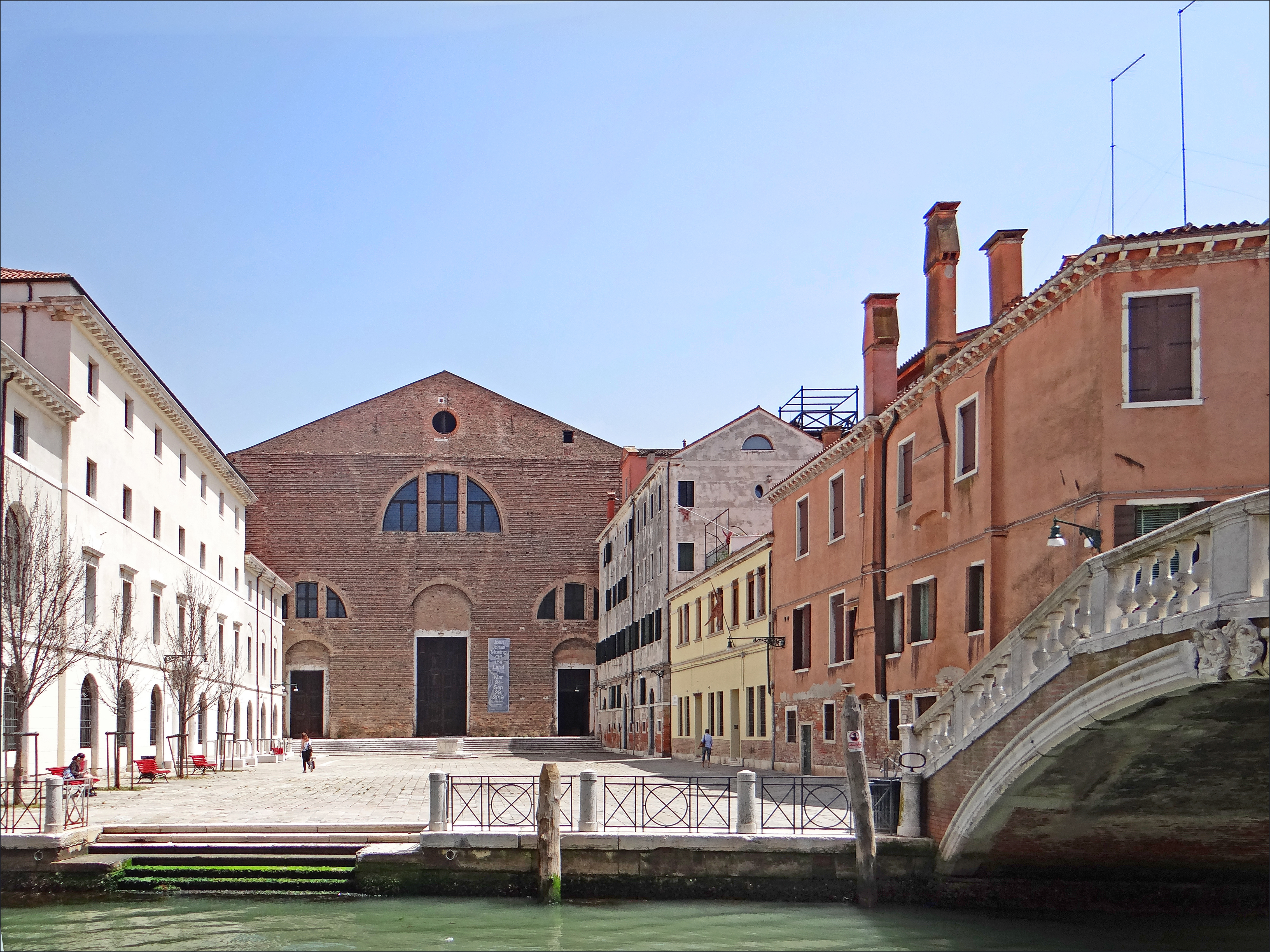
Der Campo San Lorenzo und die namengebende Kirche

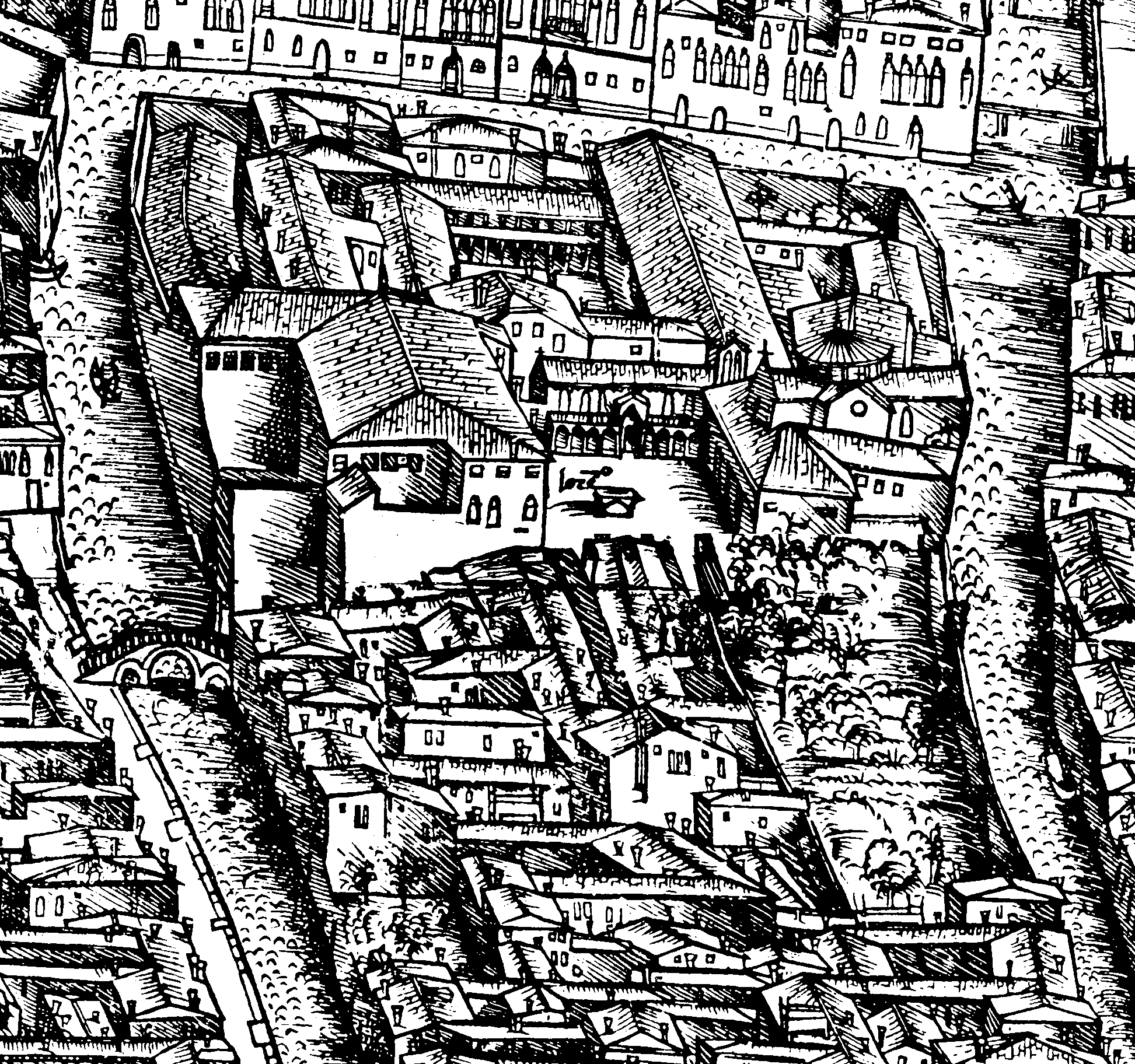
San Lorenzo im Plan des Jacopo de’ Barbari, um 1500

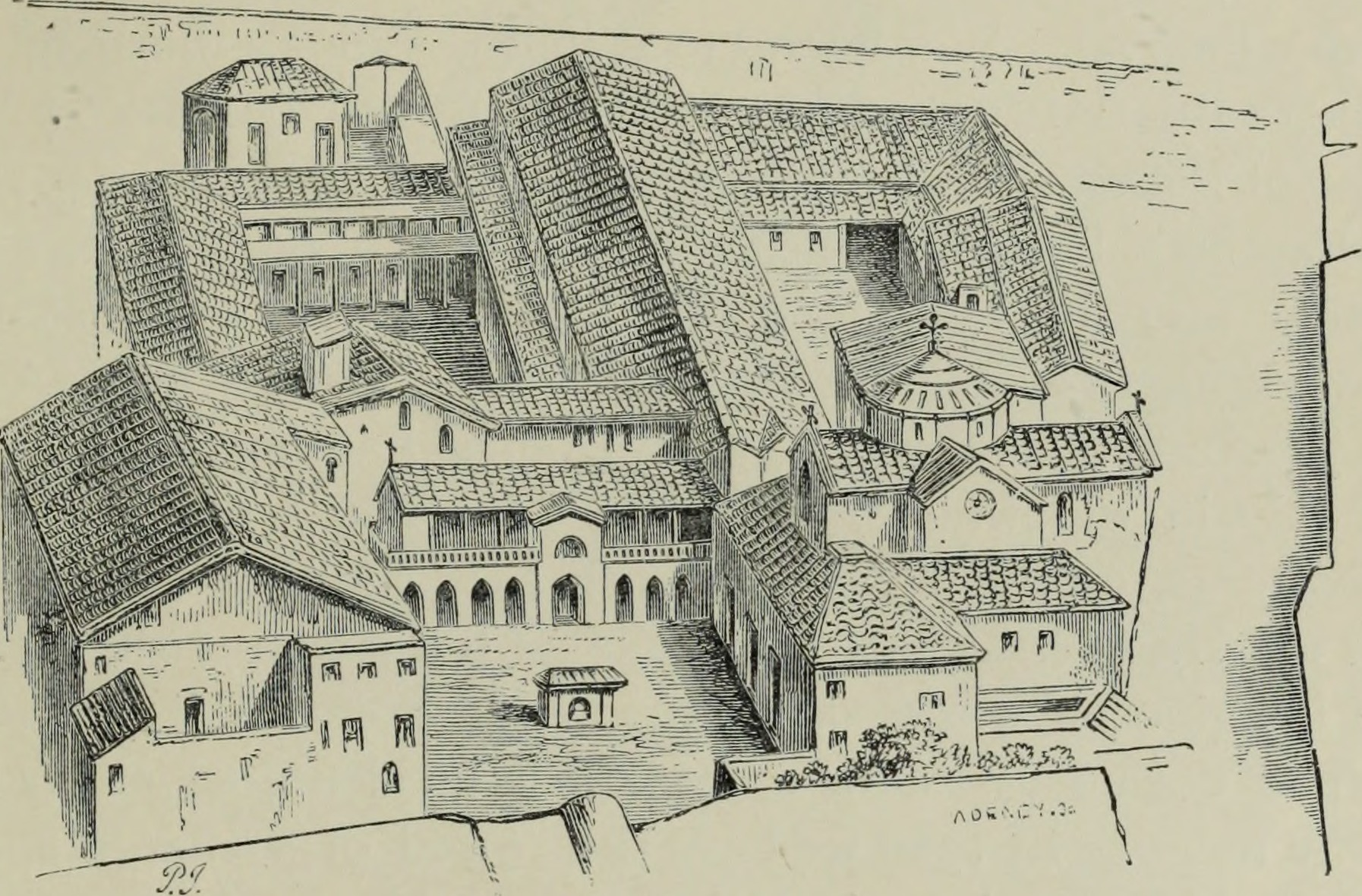
Rekonstruktion der Kirche im 15. Jahrhundert, 1903

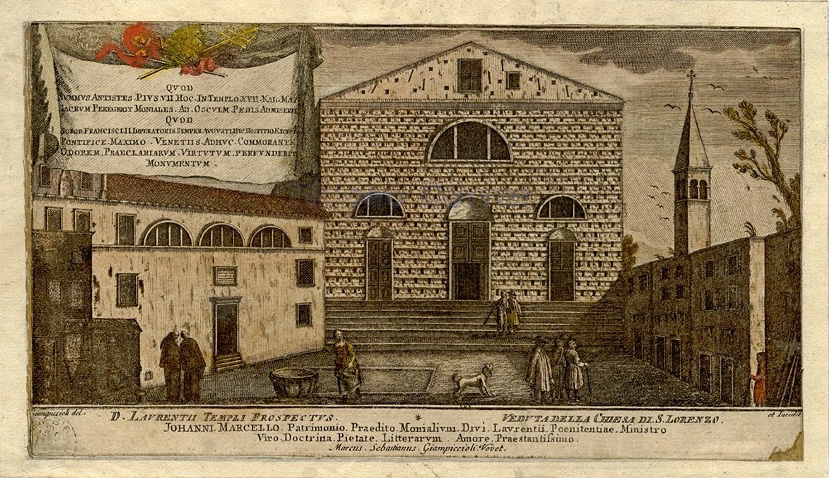
Sebastiano Marco Giampiccoli: Darstellung der Kirche aus dem Jahr 1750, Museo Correr

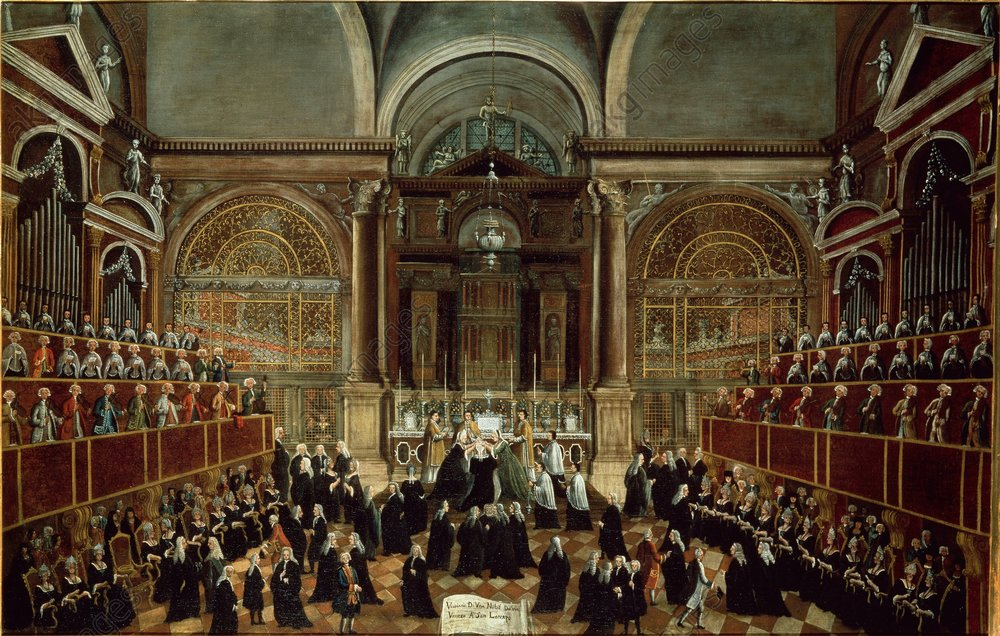
Gabriele Bella: Vestiario di una Nobil Donna veneta a San Lorenzo, Innenausstattung, 1794

San Lorenzo ist ein profaniertes Kirchengebäude am gleichnamigen Campo im Sestiere Castello in Venedig. Gemeinsam mit der Kapelle San Sebastiano gehörte sie zum Benediktinerinnenkloster. Die Kirche reicht zwar bis ins 7. Jahrhundert zurück, doch das heutige Gebäude entstand ganz überwiegend erst um 1600. Seit 1812, bzw. 1868 ist das Gebäude keine Pfarrkirche mehr.

## Geschichte
Der Legende nach reicht die Kirche bis in die Zeit des Dogen Agnello Particiaco zurück, also bis in das frühe 9. Jahrhundert. Im gefälschten Testament des Bischofs von Castello (angeblich von 853) seinerzeit noch Olivolo genannt, erscheint die Kirche gleichfalls. Die Fälschung sollte das Rechtsverhältnis zur benachbarten Kirche San Severo zugunsten von San Lorenzo verbessern. Zu dieser Zeit standen die Kirchen noch auf einer Doppelinsel. Zudem wurde mit einer weiteren Behauptung, der Herleitung der Familie Badoer von den Particiaco, eine Kontinuität konstruiert, die in die Zeit der Übersiedlung der Hauptstadt der Lagune von Venedig von Metamaucum in das heutige historische Zentrum zurückreicht. Der Erblasser überließ den Grund, auf dem die Kirche demnach entstanden sein sollte, seiner Schwester Romana. Dabei hatte Papst Leo IV. bereits 841 das Kloster der Benediktinerinnen anerkannt bzw. ihm die entsprechende Regel verliehen.
Archäologische Untersuchungen konnten erweisen, dass die Kirche bereits im 7. Jahrhundert bestand, einige Artefakte, wie ein Grabmal mit einer Inschrift aus der Zeit um 100, reichen bis in die römische Zeit zurück. Es handelte sich bei diesem frühen Kirchenbau wohl um eine Basilika, ein Kirchenbautyp, der in Venedig im 12. Jahrhundert aufgegeben wurde, der aber noch immer auf Torcello zu sehen ist. So wurde auch San Lorenzo im 12. Jahrhundert umgebaut, um den veränderten Vorstellungen einer Kirche, nun in Kreuzform, zu entsprechen. Bereits 1105 hatte ein Stadtbrand zahlreiche Gebäude, darunter San Lorenzo zerstört.
Das Nonnenkloster San Lorenzo stand in hohem Ansehen bei den führenden Familien der Stadt. So wurde eine der Schwestern des Dogen Michele Steno Benediktinerin in San Lorenzo. Bereits Caterine, eine der Töchter der Dogaressa Tommasina Morosini und ihres Mannes, des Dogen Pietro Gradenigo, war dort Nonne gewesen. Zudem wurde in der Kirche der adlige Kenner der venezianischen Kunst, Marcantonio Michiel, dessen Werke von großem kunsthistorischem Wert sind, im Jahr 1552 beigesetzt.
Unter Leitung des Baumeisters Simone Sorella erfolgte ab 1592 ein erneuter grundlegender Umbau. Die Weihung der Kirche erfolgte erst 1617. Der Doge Antonio Priuli starb am 12. August 1623 und wurde in der Kirche beigesetzt.
Wenige Jahre nach dem Ende der Republik Venedig änderten sich auch die kirchlichen Verhältnisse drastisch. Am 28. Juli 1806 wurde das Kloster samt Kirche aufgehoben, wie zahlreiche andere kirchliche Institutionen auch. Dies erfolgte auf Befehl Kaiser Napoleons. Doch zunächst sollte San Lorenzo die Nonnen von Sant’Anna und Santa Maria dell'Umiltà aufnehmen, deren Kirchen 1807 profaniert wurden. Letztere Kirche wurde 1821 abgerissen. Dann wurde auch das Benediktinerinnenkloster San Lorenzo, wie alle anderen Orden in Venedig auch, am 25. April 1810 aufgehoben.
Mit dem Bettelverbot im Département Adria vom 21. Oktober 1811, das ab dem 2. Januar 1812 Gültigkeit erlangte, wurden die Betroffenen zu Arbeiten herangezogen. So erhielten die Gebäude eine neue Funktion. Die Bettler erhielten dort eine Mahlzeit und es entstanden einige Übernachtungsmöglichkeiten. 1816 kam die entsprechende Einrichtung unter das neue Regiment Österreichs, dem die Stadt 1815 auf dem Wiener Kongress zugesprochen worden war. 1821 übernahm diese Aufgabe die Kommune selbst, die 1853 für eine Restaurierung sorgte.
Wohltätigen Organisationen unter dem Dach der Pii Istituti Riuniti wurde der Unterhalt im Jahr 1877 übertragen. Die Kommune, die die Einrichtung wiederum 1941 übernahm, machte 1946 daraus zunächst eine Infermeria per malati cronici, ein Haus für chronisch Kranke also, doch 1951 wurde daraus ein Centro Geriatrico Comunale, ein kommunales geriatrisches Zentrum. Heute leiten die Einrichtung die Istituzioni Pubbliche di Assistenza Veneziane.
Die Kirche selbst wurde 1817 wieder geweiht und 1842 entstand ein kleiner Konvent an der Stelle des Glockenturms (Campanile) aus dem 17. Jahrhundert. Allerdings mussten die dort angesiedelten Dominikaner Venedig zwei Jahre nach der Übernahme der Stadt durch Italien verlassen, also im Jahr 1868. Die Gemeinde ließ das Bauwerk zu einem Lager umbauen, der Mittelteil sollte einem neuen Straßensystem weichen, die Obstgärten durch Häuser ersetzt werden. 1868 endeten die Gottesdienste in der Kirche endgültig. 2017 unterzeichnete die Kommune einen Vertrag mit der Schweizer Stiftung Thyssen-Bornemisza, der der Stiftung das Gebäude gegen die Kosten der Renovierung für neun Jahre überließ.